# سربوي ليسيتسيان
كانت سربوي ستيبانوفا ليسيتسيان (بالإنجليزية: Srbui Lisitsian)‏‏ (27 يونيو 1893 في تبليسي - 1979 في يريفان) عالمة إثنوغرافية أرمينية-سوفيتية، عُرفت بتطويرها لطريقة رياضية جديدة لوصف الرقص الشعبي بدقة باستخدام التقنيات السينمائية. قضت ليسيتسيان حياتها المهنية في المعهد الأرمني للآثار والاثنولوجيا بوصفها عالمة إثنولوجيا، بعد أن حصلت على الدكتوراه. وفي عام 1980، عُدل اسم المعهد الأرمني للآثار والاثنولوجيا ليحمل اسمها واسم والدها.

## الجوائز
- وسام شارة الشرف (1973).